# Engoulevent de Nuttall
Phalaenoptilus nuttallii
Genre
Espèce
Statut de conservation UICN

 LC  : Préoccupation mineure
L'Engoulevent de Nuttall (Phalaenoptilus nuttallii) est une espèce d'oiseau vivant dans le désert du Colorado. Il est le seul oiseau capable d'hiberner.
Le nom de cet oiseau commémore le naturaliste américain Thomas Nuttall (1786-1859).

## Description morphologique
L'Engoulevent est un oiseau de taille moyenne (20 cm de longueur[réf. nécessaire]) appartenant à la famille des Caprimulgidés (nom qui signifie « qui tète les chèvres », ce qui réfère à la croyance ancienne voulant que cet oiseau s'alimente au pis des chèvres). On le distingue à son bec très court, exceptionnellement large, et garni de vibrisses aux commissures chez certaines espèces, ce qui les aide à capturer des insectes en vol. Il a de grands yeux, de petits pieds fragiles, des ailes longues et pointues et un plumage soyeux tacheté de noir, de brun, de gris et de blanc.
L'Engoulevent hiberne dans des crevasses rocheuses, pendant des périodes allant de 10 à 25 jours. Lors de l'hibernation, sa température corporelle peut descendre sous les 20°C.

## Comportement
L'Engoulevent passe la majeure partie de sa journée posé le long d'une branche, ou d'un tronc d'arbre tombé, ou caché dans des cavités naturelles du sol. Il s'active seulement au crépuscule et pendant la nuit. Il compte sur son plumage pour se dissimuler. Il est aussi caractérisé par ses battements d'ailes apparemment irréguliers, son cri monotone qu'il répète pendant de longues périodes et par le vrombissement produit par ses ailes lors de vols en piqué.
Il hiberne, en hiver pour se protéger du froid, comme les ours.

## Répartition et habitat

Carte de répartition
Aire de nidification
Présent à l'année

## Systématique

### Sous-espèces
D'après Alan P. Peterson, cette espèce est constituée des six sous-espèces suivantes :
- Phalaenoptilus nuttallii adustus Van Rossem 1941 ;
- Phalaenoptilus nuttallii californicus Ridgway 1887 ;
- Phalaenoptilus nuttallii centralis R.T. Moore 1947 ;
- Phalaenoptilus nuttallii dickeyi Grinnell 1928 ;
- Phalaenoptilus nuttallii hueyi Dickey 1928 ;
- Phalaenoptilus nuttallii nuttallii (Audubon) 1844.